# Clausen & Bosse
Koordinaten: 54° 46′ 23,5″ N, 8° 58′ 6,9″ O

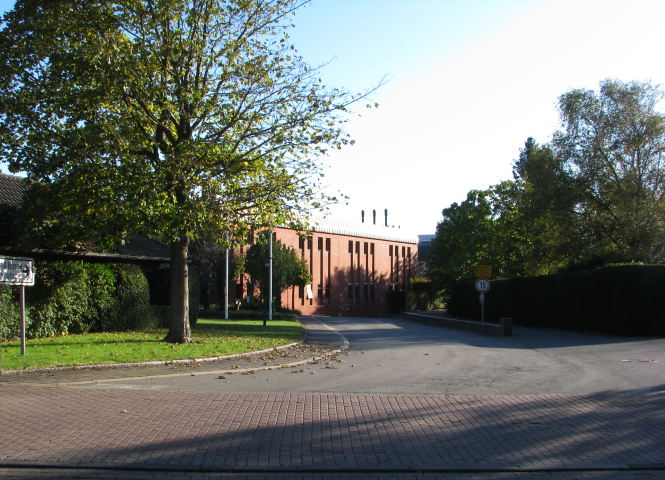
Auffahrt Warenannahme des Unternehmens Clausen & Bosse

Die CPI Clausen & Bosse GmbH ist ein deutsches Unternehmen der Druckindustrie mit Unternehmenssitz in der Gemeinde Leck im Kreis Nordfriesland. Mit Stand im Jahr 2013 beschäftigte das Unternehmen rund 580 Angestellte und zählte damit zu den 100 größten Arbeitgebern in Schleswig-Holstein. Es befindet sich seit 2002 zu 100 Prozent im Eigentum der französischen Groupe CPI (Chevrillon Philippe Industrie).

## Geschichte
Das Unternehmen Clausen & Bosse wurde im Jahr 1951 von Ove Becker Clausen und Hinrich Bosse gegründet. Im Jahre 1960 erwarben der Rowohlt Verlag in Reinbek und die Papierfabrik Temming (heute: Steinbeis-Temming) in Glückstadt Anteile an Clausen & Bosse. So stand das Lecker Unternehmen bereits früher in Verbindung mit der Familie Rowohlt. Bereits 1950 besuchte Ernst Rowohlt den Vorgängerbetrieb von Clausen & Bosse, die Druckerei Christian Jessen Sohn, und entdeckte dort eine für den preisgünstigen Druck von Taschenbüchern geeignete Rotationsmaschine aus den 1930er Jahren.
In den ersten Jahren entwickelte sich das Unternehmen hervorragend. So lag die Druckkapazität bereits im Jahr 1968 bei 45.000 Taschenbüchern und 6.000 Hardcovern täglich.
Die nächste institutionelle Änderung des Unternehmens erfolgte im Jahr 1983. Damals erwarb die Stuttgarter Verlagsgruppe Georg von Holtzbrinck (Die Zeit, Der Tagesspiegel) die Druckerei vom Rowohlt Verlag. Im Jahr 2002 übernahm schließlich die Pariser Groupe CPI (Chevrillon Philippe Industrie) 100 Prozent der Anteile an Clausen & Bosse.
Im Jahr 2003 organisieren sich die beiden zur Groupe CPI gehörenden Unternehmen Clausen & Bosse und Ebner & Spiegel (Ulm-Böfingen) in einer gemeinsamen Vertriebsorganisation namens CPI BOOKS.
Inzwischen rangierte die Druckkapazität arbeitstäglich bei 600.000 Taschenbüchern sowie 100.000 Hardcovern (Stand: 2004). Damit zählte Clausen & Bosse zu den größten Druckereien Deutschlands und zusammen mit dem Schwesterunternehmen Ebner & Spiegel zu den größten europäischen Buchproduzenten.
Um den wachsenden Anforderungen des Buchmarktes gerecht zu werden, nahm Clausen & Bosse im November 2011 eine neue digitale Rotationsdruckmaschine in Betrieb. Es handelt sich hierbei um eine Tintendruckanlage T 400 von Hewlett-Packard, die eigens für diesen Standort in der Papierrollenbreite vergrößert wurde, um die Standard-Buchdruckpapiere auch in kleinen Auflagen auf der Maschine fertigen zu können. Im Jahr 2014 folgte dann die zweite Quantum, diesmal eine 480T, die 4-farbig drucken kann. Diese wurde im Jahr 2017 auf eine höhere Druckauflösung (HD) aufgerüstet. Eine Besonderheit ist die Falzeinheit hinter der Druckmaschine, die 16-seitige Druckbogen herstellt.
Am 1. August 2013 wurde bekannt, dass der Mutterkonzern CPI von der Impala-Gruppe übernommen werden solle, die bei dieser Transaktion Unterstützung von der französischen Bank Banque publique d’investissement (Bpifrance) erhielt. Im Rahmen der Übernahme sollte CPI umgeschuldet werden, so dass die Finanzverbindlichkeiten des Unternehmens auf 15 Millionen Euro sinken. Die neuen Anteilseigner Impala, Bpifrance und das Management investierten 21 Millionen Euro als Eigenkapital und eigenkapitalähnliche Mittel, um CPI bei seiner Geschäftsentwicklung zu stützen. Im Frühjahr 2018 wurde der Mutterkonzern von der neugegründeten Circle Media Group übernommen. Dadurch entstand der größte Druckkonzern Europas mit einem Umsatz von ca. 900 Millionen Euro. Im Frühjahr 2019 wurde der Mutterkonzern dann erneut verkauft, diesmal an den privaten britischen Finanzinvestor Richard Hughes und sein Unternehmen RHWO.